# Oxypetalum patulum
Oxypetalum patulum är en oleanderväxtart som beskrevs av Fourn.. Oxypetalum patulum ingår i släktet Oxypetalum och familjen oleanderväxter. Inga underarter finns listade i Catalogue of Life.